# Bồ câu vương miện Scheepmaker
Bồ câu vương miện Scheepmaker (Goura scheepmakeri) là một loài chim thuộc Họ Bồ câu. 
Phạm vi phân bố giới hạn trong các khu rừng đất thấp phía nam của New Guinea. Nó có một bộ lông màu xanh-màu xám với mào có tua ren màu xanh, mống mắt nâu đỏ và ngực màu hạt dẻ đậm. Con trống và con mái có bề ngoài tương tự. Loài này có kích thước trên mức trung bình 70 cm và nặng 2.250 gram.
Có hai phân loài của, phân biệt dựa vào màu sắc vai của và bụng. Goura scheepmakeri sclateri của phía tây nam New Guinea với vai nâu và bụng màu xanh-màu xám, còn Goura scheepmakeri scheepmakeri được đề xuất của đông nam New Guinea với vai xanh xám và nâu sẫm bên dưới. Nó cũng có vẻ rất giống với hai loài gần gũi là bồ câu vương miện Victoria và bồ câu vương miện miền tây.